# Вибухлі дні
«Вибухлі дні» — український радянський пропагандистський художній фільм 1930 року, знятий режисером Олександром Соловйовим на Одеській кінофабриці «Українафільм».

## Сюжет
Кінонарис, агітпропфільм. Спроба відтворити образ найближчого майбутнього села у вигляді агроміста з дотепним пародіюванням штампів побутової сільської драми середини 1920-х років.

## У ролях
- Іван Сизов — колгоспник
- П. Костенко — підкуркульник
- Семен Свашенко — ударник праці
- Олексій Харламов — Децюк, куркуль
- Г. Ростов — поп
- Володимир Чувельов — Бідога, середняк
- Іван Твердохліб — Монтецук, селянин
- Оксана Підлісна — селянка
- Іван Франко — Кобзар
- Т. Кочкіна — стара селянка
- Степан Васютинський — Капуленко, селянин
- Микола Надемський — Муругій
- В. Комарецький — поп
- А. Бєлов — куркуль
- Наталія Чернишова — дочка куркуля
- М. Кремінський — наймач
- Олена Чернова — працівниця
- Ірина Чувельова — Катя

## Знімальна група
- Режисер — Олександр Соловйов
- Сценарист — Станіслав Уейтінг-Радзинський
- Оператор — Борис Завєлєв
- Художник — Сергій Худяков